# Macuahuitl

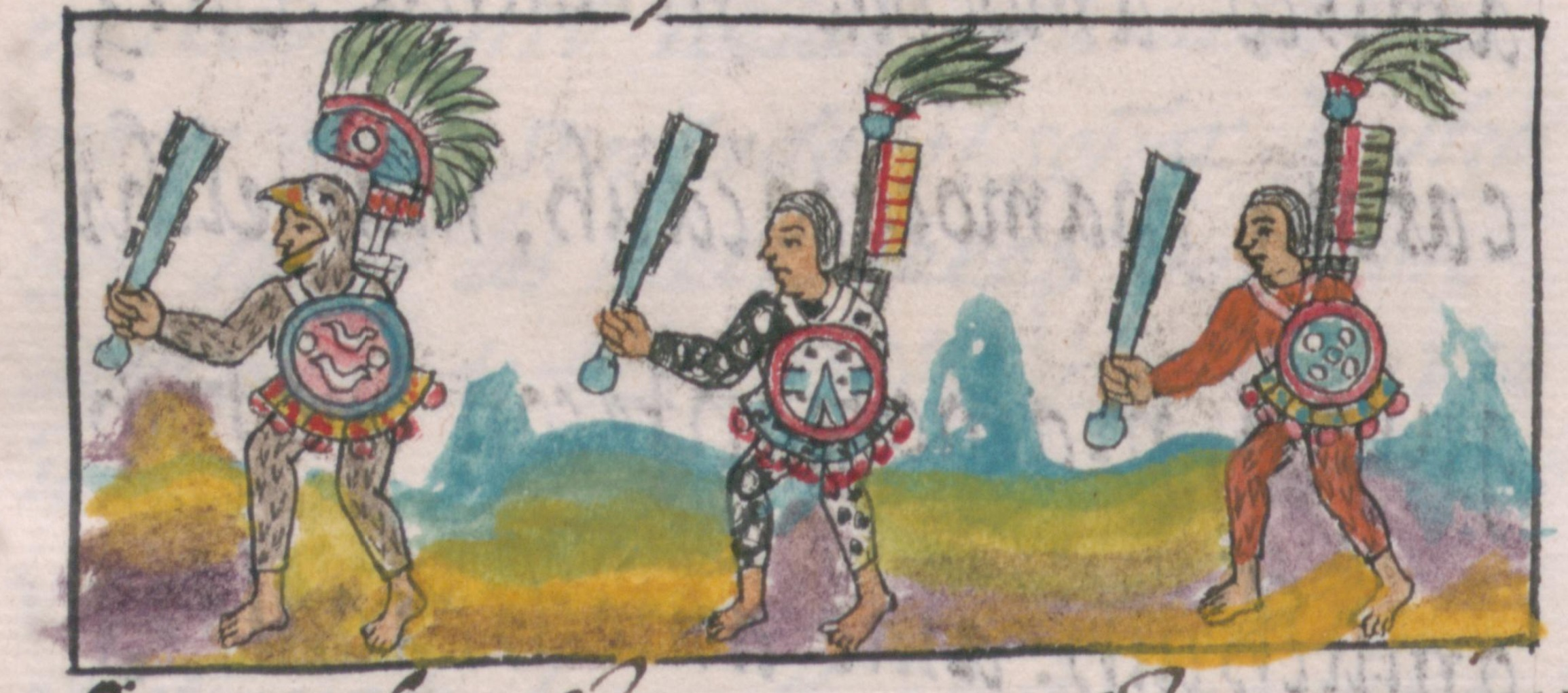
Guerreiros astecas, cada um empunhando a sua macuahuitl. Códice Florentino, Vol. IX (século XVI)

Macuahuitl ou maquahuitl (mācuahuitl em Nahuatl, havendo ainda as variantes maquahutil, macquahuitl e māccuahuitl), também conhecida como “espada de madeira”, era uma arma usada pelos astecas e outros povos que habitavam no que actualmente é o México central. Era uma espécie de clava achatada de onde sobressaíam várias lâminas de obsidiana, um tipo de vidro vulcânico muito utilizado para o fabrico de instrumentos cortantes pelos povos pré-colombianos.
Nenhum exemplar chegou aos dias de hoje, pelo que o conhecimento que temos advém de descrições ou ilustrações. A macuahuitl tinha entre 90 a 120 cm de comprimento e 8 cm de largura. Ao longo de toda a sua extensão havia uma série de ranhuras laterais onde, possivelmente com chicle ou borracha, eram firmemente fixadas as lâminas de obsidiana. As lâminas, extremamente aguçadas, podiam ser dispostas de forma descontínua, deixando um intervalo entre cada uma, ou montadas muito aproximadas umas das outras, formando uma única aresta.

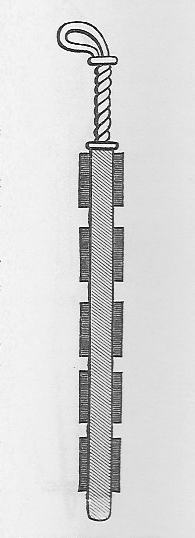
Macuahuitl

A arma era capaz de infligir feridas muito profundas. Na sua Historia Verdadera de la Conquista de la Nueva España, Bernal Díaz del Castillo, além de descrever a arma em si, relata a decapitação de um cavalo com uma macuahuitl.
Além da macuahuitl, os astecas usavam ainda as seguintes armas:
- Chimalli (escudo redondo)
- Tlauitolli (arco)
- Atlatl (propulsor ou lança-dardos)